# Мунии
Муниите (Lonchura) са род от семейство Астрилдови. Те са птици, хранещи се със семена, които се срещат в Южна Азия от Индия, Бангладеш, Шри Ланка на изток до Индонезия, Папуа Нова Гвинея и Филипините.

## Характеристики
Те са малки стадни птици, които се хранят главно със семена, обикновено в относително открити местообитания, като предпочитат да се хранят на земята или върху тръстика или треви. Установено е, че няколко вида се хранят с водорасли като спираловиден жабуняк.
Гнездото е голяма куполообразна тревна конструкция, в която се снасят четири до десет бели яйца. Някои видове изграждат общи гнезда за почивка и нощувка.
Видовете в този род са подобни по размер и структура, с къси масивни клюнове, набити тела и дълги опашки. Повечето са дълги 10 – 12 см. Оперението обикновено е комбинация от кафяво, черно и бяло, като представителите на двата пола не се различават съществено.
Муниите са популярни в търговията с птици и много често освободени или избягали птици формират диви колонии в различни местности по света.

## Таксономия
Родът Lonchura е дефиниран от английския натуралист Уилям Хенри Сайкс през 1832 г. Името съчетава старогръцкото lonkhē, което означава „(връх на) копие“, с oura, което означава „опашка“. Сайкс включва три вида в рода, като типовият вид е Fringilla nisoria Temminck 1830, Arend Wiegmann in 1835. Този таксон сега е дефиниран като подвид, Loxia punctulata nisoria, на люспогърдата амадина.
Родът включва 28 вида.